# Puig de Sangles
Puig de Sangles är en bergstopp i Spanien, på gränsen till Frankrike.   Den ligger i regionen Katalonien, i den östra delen av landet, 600 km öster om huvudstaden Madrid. Toppen på Puig de Sangles är 789 meter över havet, eller 72 meter över den omgivande terrängen. Bredden vid basen är 1,8 km.
Terrängen runt Puig de Sangles är huvudsakligen lite bergig. Runt Puig de Sangles är det glesbefolkat, med 16 invånare per kvadratkilometer. Närmaste större samhälle är Llers, 16,5 km sydost om Puig de Sangles. I omgivningarna runt Puig de Sangles växer i huvudsak blandskog.